# Delești
Delești es una comuna ubicada en el distrito de Vaslui, Rumania.

## Superficie
Posee una superficie de 39,93 kilómetros cuadrados.

## Demografía
Hasta 2021 la población era de 1861 habitantes, con una densidad de población de 46,61 habitantes por kilómetro cuadrado.